# Perriertoppen
Le Perriertoppen est une montagne de Norvège constituant le deuxième plus haut du Svalbard et de Spitzberg, sa plus grande île, avec 1 710 mètres d'altitude, soit 2 ou 3 mètres de moins que le Newtontoppen dont il est distant de 22 kilomètres au sud-est.